# الكنيسة الكاثوليكية في السودان

نظرة عامة على الأبرشيات الكاثوليكية في السودان (1-2) وجنوب السودان (3-9).
1. الأبيض
2. أبرشية الخرطوم
3. واو
4. رمبيك
5. ملكال
6. تومبورا- يامبيو
7. ياي
8. أبرشية جوبا
9. توريت

الكنيسة الكاثوليكية في السودان هي جزء من الكنيسة الرومانية الكاثوليكية في جميع أنحاء العالم، تحت القيادة الروحية للبابا في روما.
هناك حوالي 1.1 مليون كاثوليكي في السودان، أي حوالي 3.2 ٪ من مجموع السكان. يشكل السودان مقاطعة كنسية واحدة تتكون من أبرشية وأسقفية واحدة.